# La Pedrera (Flores)
La Pedrera és una petita localitat de l'Uruguai, ubicada al centre del departament de Flores. Forma part de l'àrea metropolitana de la ciutat de Trinidad.
Es troba a 108 metres sobre el nivell del mar. Té una població aproximada de 163 habitants.